# Kasendorf
Kasendorf är en köping (Markt) i Landkreis Kulmbach i Regierungsbezirk Oberfranken i förbundslandet Bayern i Tyskland.
Köpingen ingår i kommunalförbundet Kasendorf tillsammans med köpingen Wonsees.